# Мартинес, Фидель
Фиде́ль Франси́ско Марти́нес Тено́рио (исп. Fidel Francisco Martínez Tenorio; род. 15 февраля 1990 года в Шушуфинди, Эквадор) — эквадорский футболист, полузащитник клуба «Тихуана» и национальной сборной Эквадора.

## Клубная карьера
Фидель начинал свою карьеру в команде «Карибе Хуниор». Некоторое время он числился в системах клубов «Индепендьенте дель Валье» и «Крузейро». В 2010 году Фидель стал игроком «Депортиво Кито». За эту команду он выступал два года, становился в её составе чемпионом Эквадора. Следующим клубом игрока стала мексиканская «Тихуана», в составе которой Фидель также провёл два сезона и стал чемпионом Мексики. В 2014 году Фидель перешёл в стан «Леонес Негрос». 24 мая 2015 года Мартинес присоединился к «УНАМ Пумас».
В 2018 году выступал за «Пеньяроль». В первом же матче за новую команду отметился голом в ворота «Насьоналя», помог «ауринегрос» одержать победу со счётом 3:1 и завоевать Суперкубок Уругвая.

## Карьера в сборной
Полузащитник становился победителем панамериканских игр. За национальную сборную Эквадора Фидель дебютировал 17 декабря 2008 года в матче против сборной Ирана, забил гол.

## Достижения
- Чемпион Эквадора (1): 2011
- Чемпион Мексики (1): 2013
- Обладатель Суперкубка Уругвая (1): 2018
- Победитель Панамериканских игр (1): 2007
- Лучший бомбардир Кубка Либертадорес (1): 2020 (8 голов)